# Rarahu nitida
Rarahu nitida (лат.) — вид аранеоморфных пауков из семейства пауков-скакунов (Salticidae). Единственный вид рода Rarahu.

## Этимология
Berland, возможно, дал роду название по книге Пьера Лоти с одноимённым названием Rarahu (также Le Mariage de Loti), которая была впервые опубликована в 1880 году. Сам Лоти либо использует редкое таитянское слово «rarahu», которое означает «поедать имущество тапу» , или изменённое название вулкана «Raraku».
Название вида — лат. nitida, происходит от латыни и означает «блестящий», «прекрасный» или «изящный».

## Распространение
Эндемик островов Самоа.